# Puchar Ukrainy w futsalu mężczyzn
Puchar Ukrainy w futsalu (ukr. Кубок України з футзалу) – cykliczne rozgrywki futsalowe o charakterze pucharu krajowego na Ukrainie. Zmagania organizowane co sezon przez Stowarzyszenie Futsalu Ukrainy (AFU), a wcześniej przez Ukraiński Związek Piłki Nożnej (FFU) i przeznaczone są dla krajowych klubów futsalowych. Zdobywca tytułu otrzymuje prawo gry w rozgrywkach Pucharu Zdobywców Pucharów oraz Superpucharze Ukrainy.

## Historia
Pierwsza edycja rozgrywek o Puchar Ukraińskiej SRR w piłce nożnej startowała w 1990. Wtedy Ukraina znajdowała się jako republika radziecka w składzie ZSRR. W pierwszym turnieju zwyciężył Mechanizator Dniepropetrowsk, który w finale wygrał 8:1 z DChTI Dniepropetrowsk.
Dopiero rok po uzyskaniu niepodległości przez Ukrainę zostały organizowane pierwsze oficjalne rozgrywki o Puchar kraju. 14-18 czerwca 1993 roku rozegrano pierwszy finał Pucharu Ukrainy z udziałem ośmiu drużyn. W meczu finałowym SKIF-Siłeks Kijów pokonał klub Nadija Zaporoże w serii rzutów karnych 5:4 (2:2 w regulaminowym czasie gry).

## Zwycięzcy i finaliści

### Puchar Ukraińskiej SRR (1990)
Nieoficjalne
| Sezon                                                        | K | K | T | Zwycięzca                    | Wynik | Finalista             | Data, miejsce          | Br. | Król strzelców | Uwagi    |
| Puchar Ukraińskiej SRR w futsalu (ukr. Кубок УРСР з футзалу) |   |   |   |                              |       |                       |                        |     |                |          |
| 1990                                                         |   |   | 1 | Mechanizator Dniepropetrowsk | 8:1   | DChTI Dniepropetrowsk | 1990, Dniepropietrowsk | ?   | ?              | ? klubów |

### Puchar Ukrainy
Oficjalne
| Sezon                                                   | K | K | T | Zwycięzca                        | Wynik            | Finalista              | Data, miejsce                                     | Br. | Król strzelców | Uwagi     |
| Puchar Ukrainy w futsalu (ukr. Кубок України з футзалу) |   |   |   |                                  |                  |                        |                                                   |     | |           |
| 1992/93                                                 |   |   | 1 | SKIF-Siłeks Kijów                | 2:2 pd. (k. 5:4) | Nadija Zaporoże        | 18.06.1993, Pałac Sportu, Kijów                   | ?   | ? | 8 klubów  |
| 1993/94                                                 |   |   | 1 | Nika Dniepropetrowsk             | 5:1              | Nadija Zaporoże        | 02.02.1994, DChTI, Dniepropietrowsk               | ?   | ? | ? klubów  |
| 1994/95                                                 |   |   | 1 | Mechanizator Dniepropetrowsk     | 5:1              | Hirnyk Krasnohoriwka   | 14.06.1995, Republikański-korty, Dniepropietrowsk | ?   | Andrij Skomorochow (Mechanizator Dniepropetrowsk) | ? klubów  |
| 1995/96                                                 |   |   | 2 | Mechanizator Dniepropetrowsk     | 4:3              | Łokomotyw Odessa       | 15.06.1996, UNUFWiS, Kijów                        | 14  | Serhij Koridze (Łokomotyw Odessa) | ? klubów  |
| 1996/97                                                 |   |   | 1 | Łokomotyw Odessa                 | 5:3              | DSS Zaporoże           | 15.02.1997, UDUFWiS, Kijów                        | 13  | Ołeksandr Jacenko (Nadija-Zaporiżkoks Zaporoże), Ramis Mansurow (DSS Zaporoże)                                                                              | ? klubów  |
| 1997/98                                                 |   |   | 2 | Łokomotyw Odessa                 | 6:4 pd.          | Interkas Kijów         | 22.03.1998, Junist', Zaporoże                     | 14  | Serhij Diużenko (Winner Ford Uniwersytet Zaporoże) | ? klubów  |
| 1998/99                                                 |   |   | 1 | Winner Ford Uniwersytet Zaporoże | 8:3              | Korpija Kijów          | 02.05.1999, Junist', Zaporoże                     | 19  | Ihor Moskwyczow (Winner Ford Uniwersytet Zaporoże) | ? klubów  |
| 1999/00                                                 |   |   | 1 | Interkas Kijów                   | 4:1 pd.          | Zaporiżkoks Zaporoże   | 15.04.2000, NTUU, Kijów                           | 9   | Andrij Krawczenko (Tełekom Donieck) | ? klubów  |
| 2000/01                                                 |   |   | 2 | InterKrAZ Kijów                  | 3:0              | Ukrspław Donieck       | 26.05.2001, Drużba, Donieck                       | 6   | Jewhen Frołow (Winner Ford Uniwersytet Zaporoże), Wałentyn Cwełych (Ukrspław Donieck), Heorhij Melnikow (Interkas Kijów), Witalij Bruńko (Ukrspław Donieck) | ? klubów  |
| 2001/02                                                 |   |   | 1 | DSS Zaporoże                     | 4:1              | InterKrAZ Kijów        | 19.05.2002, Zaporiżaluminbud, Zaporoże            | 10  | Andrij Krawczenko (DSS Zaporoże), Hryhorij Kyryczenko (Zaporiżkoks Zaporoże)                                                                                | ? klubów  |
| 2002/03                                                 |   |   | 1 | Szachtar Donieck                 | 4:3 pd.          | Uniwer-Łoko Charków    | 24.05.2003, NUFWiS, Kijów                         | 12  | Ihor Moskwyczow (Szachtar Donieck) | ? klubów  |
| 2003/04                                                 |   |   | 2 | Szachtar Donieck                 | 6:1              | DSS Zaporoże           | 24.04.2004, Drużba, Donieck                       | 10  | Serhij Sytin (Szachtar Donieck) | ? klubów  |
| 2004/05                                                 |   |   | 3 | Interkas Kijów                   | 2:1              | Szachtar Donieck       | 16.04.2005, LM SABS, Sumy                         | 6   | Dmytro Kuźmin (Jenakijeweć Jenakijewe), Ramis Mansurow (Szachtar Donieck), Maksym Pawluk (Kyjiwśka Ruś Donieck)                                             | ? klubów  |
| 2005/06                                                 |   |   | 3 | Szachtar Donieck                 | 3:3 pd. (k. 5:4) | Enerhija Lwów          | 27.05.2006, LM SABS, Sumy                         | 13  | Ihor Moskwyczow (Szachtar Donieck) | ? klubów  |
| 2006/07                                                 |   |   | 1 | Jenakijeweć Jenakijewe           | 2:2 pd. (k. 4:2) | TWD Lwów               | 02.04.2007, LM SABS, Sumy                         | 9   | Jewhen Rohaczow (TWD Lwów) | ? klubów  |
| 2007/08                                                 |   |   | 1 | TWD Lwów                         | 3:1              | Jenakijeweć Jenakijewe | 09.05.2008, Łokomotyw, Charków                    | 7   | Artem Roś (Sapar Donieck) | ? klubów  |
| 2008/09                                                 |   |   | 1 | Łokomotyw Charków                | 2:0              | Szachtar Donieck       | 03.05.2009, Drużba, Donieck                       | 5   | Dmytro Kłoczko (Łokomotyw Charków), Maksym Pawłenko (Tajm Lwów), Artem Roś (Sapar Donieck), Serhij Taranczuk (Monolit Charków)                              | ? klubów  |
| 2009/10                                                 |   |   | 1 | Tajm Lwów                        | 1:0              | Jenakijeweć Jenakijewe | 21.02.2010, Łokomotyw, Charków                    | 7   | Wałentyn Cwełych (Urahan Iwano-Frankiwsk) | ? klubów  |
| 2010/11                                                 |   |   | 1 | Enerhija Lwów                    | 2:1              | Kardynał Równe         | 30.01.2011, Junist', Zaporoże                     | 10  | / Serjão (Urahan Iwano-Frankiwsk) | ? klubów  |
| 2011/12                                                 |   |   | 2 | Enerhija Lwów                    | 2:1              | Łokomotyw Charków      | 03.06.2012, IFKFWiS, Iwano-Frankiwsk              | 7   | Marjan Maryniuk (Kardynał Równe), Andrij Zasenko (Tytan-Zoria Pokrowśke)                                                                                    | ? klubów  |
| 2012/13                                                 |   |   | 3 | Enerhija Lwów                    | 3:3 pd. (k. 3:2) | ŁTK Ługańsk            | 28.04.2013, ŁTK Arena, Ługańsk                    | 6   | Wałentyn Cwełych (Łukas Krzemieńczuk), Maksym Pawłenko (Enerhija Lwów)                                                                                      | ? klubów  |
| 2013/14                                                 |   |   | 4 | Enerhija Lwów                    | 2:2 pd. (k. 2:1) | Łokomotyw Charków      | 27.04.2014, Budiwelnyk, Czerkasy                  | 7   | Dmytro Silczenko (Buran-Resurs Donieck) | ? klubów  |
| 2014/15                                                 |   |   | 1 | Manzana Kijów                    | 1:1 pd. (k. 3:2) | HIT Kijów              | 04.04.2015, Hałyczyna, Lwów                       | 9   | Jewhen Smołowyk (Manzana Kijów), Ołeh Zborowski (HIT Kijów)                                                                                                 | ? klubów  |
| 2015/16                                                 |   |   | 2 | Łokomotyw Charków                | 4:2              | HIT Kijów              | 27.02.2016, Łokomotyw, Charków                    | 14  | Ołeksandr Kołesnykow (Deliweri Odessa/HIT Kijów) | ? klubów  |
| 2016/17                                                 |   |   | 3 | Łokomotyw Charków                | 5:2              | HIT Kijów              | 23.04.2017, KPI, Kijów                            | 7   | Nazarij Daniw (Epicentr K10 Iwano-Frankiwsk) | ? klubów  |
| 2017/18                                                 |   |   | 5 | Enerhija Lwów                    | 5:3              | Urahan Iwano-Frankiwsk | 18.03.2018, Zaporiżaluminbud, Zaporoże            | 9   | Pawło Kornijczuk (RED Kijów) | ? klubów  |
| 2018/19                                                 |   |   | 1 | Urahan Iwano-Frankiwsk           | 4:1              | Prodexim Chersoń       | 30.03.2019, IFKFWiS, Iwano-Frankiwsk              | 9   | Wałentyn Cwełych (Koroliwskyj Smak Switłowodśk), Nazar Szwed (Wiza Wtorma Iwano-Frankiwsk)                                                                  | ? klubów  |
| 2019/20                                                 |   |   | 2 | Urahan Iwano-Frankiwsk           | 2:2 pd. (k. 5:4) | HIT Kijów              | 20.08.2020, Junist', Zaporoże                     | 11  | Wadym Czernych (Jasko Winnica) | ? klubów  |
| 2020/21                                                 |   |   | 1 | Prodexim Chersoń                 | 5:1              | HIT Kijów              | 03.04.2021, LM SumDU, Sumy                        | 12  | Ołeksandr Iwanow (Hepard Charków) | ? klubów  |
| 2021/22                                                 |   |   | - | nie wyznaczony                   |                  | nie wyznaczony         | -                                                 | -   | - | 46 klubów |
| 2022/23                                                 |   |   | 1 | Kardynał Równe                   | 1:1 pd. (k. 5:4) | HIT Kijów              | 30.04.2023, Bosko-Arena, Lwów                     | 7   | Jewgenij Żuk (HIT Kijów) | ? klubów  |
| 2023/24                                                 |   |   | 2 | Urahan Iwano-Frankiwsk           | 4:2 pd           | Aurora Kijów           | 05.05.2024, Pałac Sportu, Kijów                   | ?   | ? | 44 klubów |

Uwagi:

- wytłuszczono nazwy zespołów, które w tym samym roku wywalczyły mistrzostwo i Puchar kraju,
- kursywą oznaczone zespoły, które w meczu finałowym nie występowały w najwyższej klasie rozgrywkowej.
- skreślono rozgrywki nieoficjalne.

## Statystyki

### Klasyfikacja według klubów
W dotychczasowej historii oficjalnych rozgrywek o Puchar Ukrainy na podium oficjalnie stawało w sumie 23 drużyny. Liderem klasyfikacji jest Enerhija Lwów, która zdobyła 5 Pucharów. 
Stan na 31 maja 2021.
Uwaga: z wyjątkiem rozgrywek o Puchar Ukraińskiej SRR.
| Lp. | Klub                             | Zdobywca | Finalista     | Zwycięskie sezony         |   |   |                                             |
| --- | -------------------------------- | -------- | ------------- | ------------------------- | - | - | ------------------------------------------- |
| Lp. | Klub                             | 1.       | Enerhija Lwów | Zwycięskie sezony         | 5 | 1 | 2010/11, 2011/12, 2012/13, 2013/14, 2017/18 |
| 2.  | Szachtar Donieck (Ukrspław)      | 3        | 3             | 2002/03, 2003/04, 2005/06 |   |   |                                             |
| 3.  | Interkas Kijów                   | 3        | 2             | 1999/00, 2000/01, 2004/05 |   |   |                                             |
| 3.  | Łokomotyw Charków                | 3        | 2             | 2008/09, 2015/16, 2016/17 |   |   |                                             |
| 5.  | Łokomotyw Odessa                 | 2        | 1             | 1996/97, 1997/98          |   |   |                                             |
| 5.  | Urahan Iwano-Frankiwsk           | 2        | 1             | 2018/19, 2019/20          |   |   |                                             |
| 7.  | Mechanizator Dniepropetrowsk     | 2        | 0             | 1994/95, 1995/96          |   |   |                                             |
| 8.  | DSS Zaporoże                     | 1        | 2             | 2001/02                   |   |   |                                             |
| 8.  | Jenakijeweć Jenakijewe           | 1        | 2             | 2006/07                   |   |   |                                             |
| 10. | TWD Lwów                         | 1        | 1             | 2007/08                   |   |   |                                             |
| 10. | Prodexim Chersoń                 | 1        | 1             | 2020/21                   |   |   |                                             |
| 12. | SKIF-Siłeks Kijów                | 1        | 0             | 1992/93                   |   |   |                                             |
| 12. | Nika Dniepropetrowsk             | 1        | 0             | 1993/94                   |   |   |                                             |
| 12. | Winner Ford Uniwersytet Zaporoże | 1        | 0             | 1998/99                   |   |   |                                             |
| 12. | Tajm Lwów                        | 1        | 0             | 2009/10                   |   |   |                                             |
| 12. | Manzana Kijów                    | 1        | 0             | 2014/15                   |   |   |                                             |
| 17. | HIT Kijów                        | 0        | 5             |                           |   |   |                                             |
| 18. | Zaporiżkoks Zaporoże (Nadija)    | 0        | 3             |                           |   |   |                                             |
| 19. | Hirnyk Krasnohoriwka             | 0        | 1             |                           |   |   |                                             |
| 19. | Korpija Kijów                    | 0        | 1             |                           |   |   |                                             |
| 19. | Uniwer-Łoko Charków              | 0        | 1             |                           |   |   |                                             |
| 19. | Kardynał Równe                   | 0        | 1             |                           |   |   |                                             |

### Klasyfikacja według miast
Siedziby klubów: Stan na 31 maja 2021.
| Miasto          | Liczba tytułów | Kluby                                                        |
| --------------- | -------------- | ------------------------------------------------------------ |
| Lwów            | 7              | Enerhija Lwów (5), TWD Lwów (1), Tajm Lwów (1)               |
| Kijów           | 5              | Interkas Kijów (3), SKIF-Siłeks Kijów (1), Manzana Kijów (1) |
| Charków         | 3              | Łokomotyw Charków (3)                                        |
| Dniepr          | 3              | Mechanizator Dniepropetrowsk (2), Nika Dniepropetrowsk (1)   |
| Donieck         | 3              | Szachtar Donieck (3)                                         |
| Iwano-Frankiwsk | 1              | Urahan Iwano-Frankiwsk (2)                                   |
| Odessa          | 1              | Łokomotyw Odessa (2)                                         |
| Zaporoże        | 1              | DSS Zaporoże (1), Winner Ford Uniwersytet Zaporoże (1)       |
| Chersoń         | 1              | Prodexim Chersoń (1)                                         |
| Jenakijewe      | 1              | Jenakijeweć Jenakijewe (1)                                   |

### Najlepsi strzelcy
Stan na 16.03.2018
| Poz. | Futsalista        | Liczba goli |
| ---- | ----------------- | ----------- |
| 1.   | Ihor Moskwyczow   | 109         |
| 2.   | Witalij Bruńko    | 64          |
| 3.   | Ołeksandr Kosenko | 63          |
| 4.   | Maksym Pawłenko   | 58          |
| 4.   | Ołeh Mirosznyk    | 58          |
| 6.   | Ramis Mansurow    | 56          |
| 7.   | Heorhij Melnikow  | 53          |
| 8.   | Ołeksandr Jacenko | 50          |
| 9.   | Wałentyn Cwełych  | 47          |
| 10.  | Wałerij Łehczanow | 46          |

### Najwięcej występów w Pucharze Ukrainy
Stan na 16.03.2018
| Poz. | Futsalista        | Liczba meczów |
| ---- | ----------------- | ------------- |
| 1.   | Maksym Pawłenko   | 90            |
| 2.   | Ołeh Szust        | 88            |
| 3.   | Heorhij Melnikow  | 86            |
| 4.   | Wasyl Suchomlinow | 82            |
| 5.   | Wałerij Zamiatin  | 81            |
| 6.   | Ołeh Mirosznyk    | 80            |
| 7.   | Ramis Mansurow    | 79            |
| 8.   | Ołeh Bezuhły      | 78            |
| 8.   | Serhij Czeporniuk | 78            |
| 8.   | Witalij Jatło     | 78            |

### Inne rekordy
Najwięcej bramek w meczu
Łokomotyw Odessa — Kołos Chlibodariwka 22:0, 1/8 finału Pucharu, 19 grudnia 1996 roku.